# Peter Bartoš
Peter Bartoš (* 5. September 1973 in Martin, Tschechoslowakei) ist ein slowakischer Eishockeyspieler, der seit Mai 2013 erneut beim HC Košice in der slowakischen Extraliga unter Vertrag steht.

## Karriere
Peter Bartoš begann seine Karriere als Eishockeyspieler in seiner Heimatstadt beim MHC Martin, für den er in der Saison 1991/92 sein Debüt in der zweiten tschechoslowakischen Eishockeyliga gab. Im Laufe der folgenden Spielzeit wechselte der Angreifer zum Erstligisten HC Dukla Trenčín, für den er in 38 Spielen fünf Scorerpunkte, darunter zwei Tore, erzielte. Im Sommer 1993 kehrte er zu seinem Ex-Club MHC Martin zurück, der in der Zwischenzeit in die neugegründete slowakische Extraliga aufgenommen worden war. Für Martin spielte er die folgenden fünf Jahre, ehe er für zwei Jahre zum HC České Budějovice in die tschechische Extraliga wechselte. Anschließend wurde er im NHL Entry Draft 2000 in der siebten Runde als insgesamt 214. Spieler von den Minnesota Wild ausgewählt, für die er in der Saison 2000/01 in 13 Spielen in der National Hockey League auf dem Eis stand, in denen der Slowake sechs Scorerpunkte, darunter vier Tore, erzielte. Die restliche Spielzeit verbrachte er allerdings bei deren Farmteam aus der International Hockey League, den Cleveland Lumberjacks. 
Im Sommer 2001 kehrte Bartoš zum HC České Budějovice nach Tschechien zurück, für das er in den folgenden drei Jahren in der Extraliga auflief, wobei er in der Saison 2003/04 in die zweitklassige 1. Liga abstieg. In dieser begann der Rechtsschütze mit Budějovice die folgende Spielzeit, ehe er zum HKm Zvolen wechselte, mit dem er im Finale um die Slowakische Meisterschaft dem HC Slovan Bratislava unterlag. Daraufhin wurde der ehemalige Nationalspieler vom HC Košice verpflichtet, mit dem er in den Spielzeiten 2008/09, 2009/10 und 2010/11 drei Mal in Folge Slowakischer Meister wurde.
Die Saison 2012/13 verbrachte er beim KH Sanok in der polnischen Ekstraliga und kehrte anschließend zum HC Košice zurück.

### International
Für die Slowakei nahm Bartoš an den Weltmeisterschaften 1996, 1998, 1999, 2000 und 2001, sowie dem World Cup of Hockey 1996 teil.

## Erfolge und Auszeichnungen
- 2000 Silbermedaille bei der Weltmeisterschaft
- 2005 Slowakischer Vizemeister mit dem HKm Zvolen
- 2009 Slowakischer Meister mit dem HC Košice
- 2010 Slowakischer Meister mit dem HC Košice
- 2011 Slowakischer Meister mit dem HC Košice
- 2014 Slowakischer Meister mit dem HC Košice
- 2015 Slowakischer Meister mit dem HC Košice

## Statistik
(Stand: Ende der Saison 2010/11)